# Mestna avtobusna linija št. 2 (Maribor)
Mestna avtobusna linija številka 2 AP Mlinska – Kardeljeva-Borštnikova – Razvanje je ena izmed 19 avtobusnih linij javnega mestnega prometa v Mariboru. Poteka v smeri sever - jug in povezuje središče Maribora s Taborom, Spodnjimi Radvanji, Betnavo in Razvanjami.

## Trasa
AP Mlinska – Kardeljeva-Borštnikova
- smer AP Mlinska – Kardeljeva-Borštnikova: Mlinska ulica - Partizanska cesta - Titova cesta - Ulica heroja Bračiča - Svetozarevska cesta - Ulica kneza Koclja - Glavni trg - Stari most - Trg revolucije - Dvorakova ulica - Ulica Moše Pijada - Gorkega ulica - Betnavska cesta - Knafelčeva ulica - Kardeljeva cesta.
- smer Kardeljeva-Borštnikova – AP Mlinska: Kardeljeva cesta - Knafelčeva ulica - Betnavska cesta - Gorkega ulica - Ulica Moše Pijada - Ljubljanska ulica - Trg revolucije - Stari most - Glavni trg - Ulica kneza Koclja - Svetozarevska cesta - Ulica heroja Bračiča - Titova cesta - Partizanska cesta - Mlinska ulica.

AP Mlinska – Kardeljeva-Borštnikova – Razvanje
- smer AP Mlinska – Kardeljeva-Borštnikova – Razvanje: Mlinska ulica - Partizanska cesta - Titova cesta - Ulica heroja Bračiča - Svetozarevska cesta - Ulica kneza Koclja - Glavni trg - Stari most - Trg revolucije - Dvorakova ulica - Ulica Moše Pijada - Gorkega ulica - Betnavska cesta - Knafelčeva ulica - Kardeljeva cesta - Streliška cesta - Razvanjska cesta - Ob jezgonu.
- smer Razvanje – Kardeljeva-Borštnikova – AP Mlinska: Ob jezgonu - Razvanjska cesta - Streliška cesta - Kardeljeva cesta - Knafelčeva ulica - Betnavska cesta - Gorkega ulica - Ulica Moše Pijada - Ljubljanska ulica - Trg revolucije - Stari most - Glavni trg - Ulica kneza Koclja - Svetozarevska cesta - Ulica heroja Bračiča - Titova cesta - Partizanska cesta - Mlinska ulica.

## Režim obratovanja
Linija obratuje vse dni v letu, tj. ob delavnikih, sobotah, nedeljah in praznikih.  Avtobusi najpogosteje vozijo ob delavniških prometnih konicah.